# Hút mật mũ xám
Hút mật mũ xám (danh pháp khoa học: Aethopyga primigenia) là một loài chim thuộc Họ Hút mật. Đây là loài bản địa Philipin. Môi trường sống tự nhiên của nó là rừng núi cao ẩm ướt nhiệt đới và cận nhiệt đới. Nó đang trở nên hiếm do mất môi trường sống.